# لیباوسکه ودولی
لیباوسکه ودولی (به چکی: Libavské Údolí) یک منطقهٔ مسکونی در جمهوری چک است که در ناحیه سوکولوو واقع شده‌است. لیباوسکه ودولی ۲٫۲۸ کیلومتر مربع مساحت و ۶۰۲ نفر جمعیت دارد و ۴۴۲ متر بالاتر از سطح دریا واقع شده‌است.